# Wrośniaczek żelatynowaty

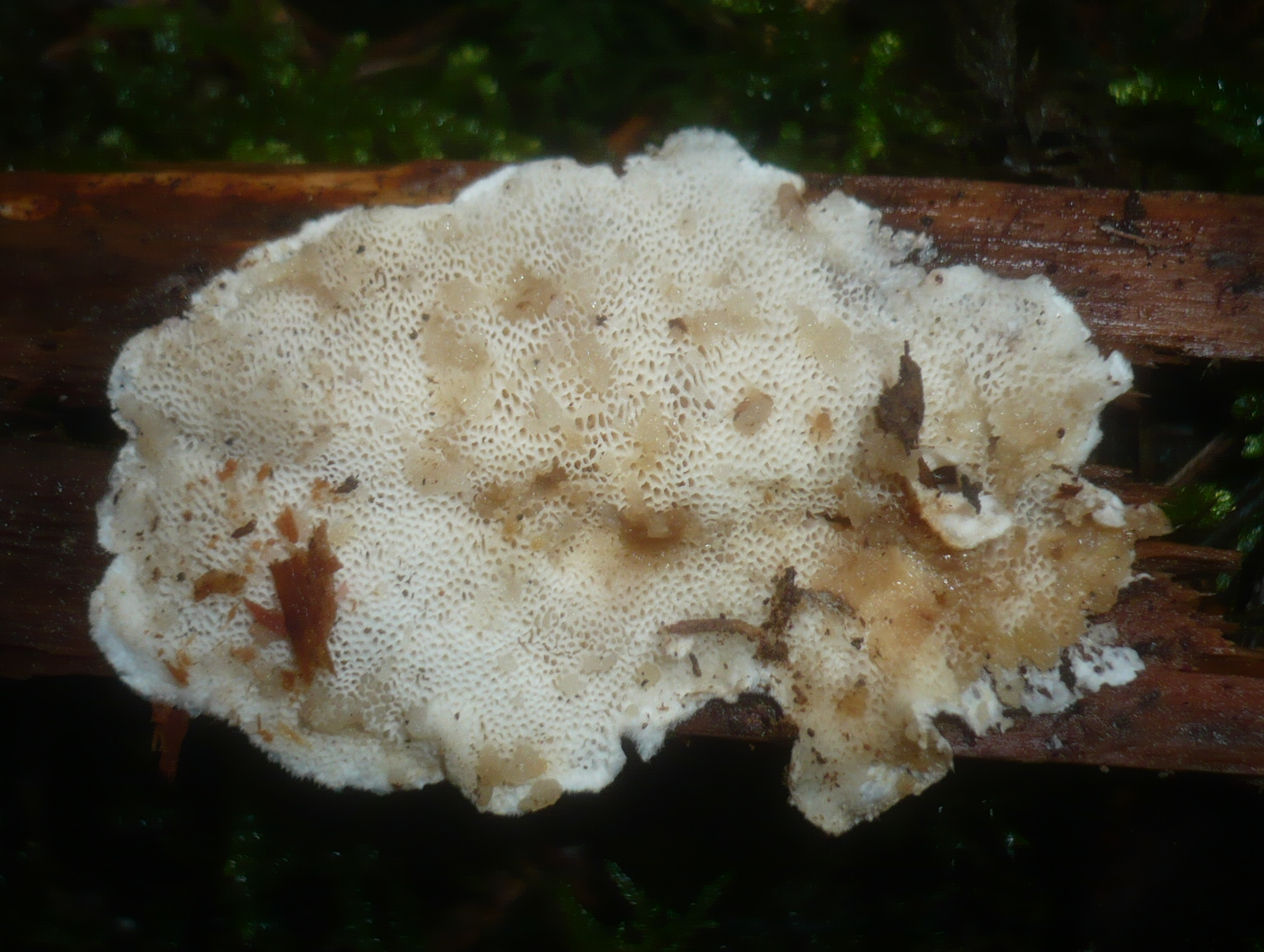

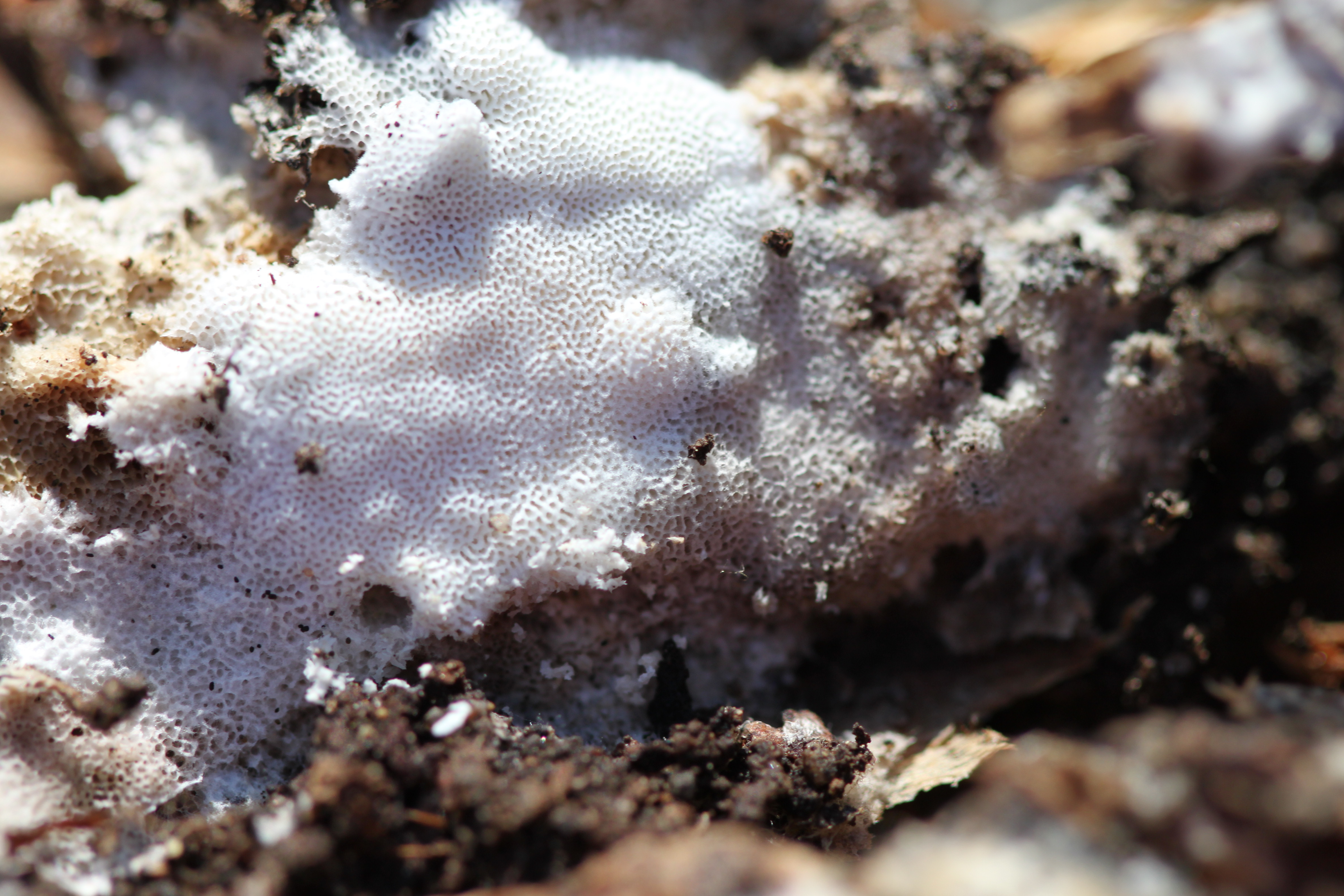

Wrośniaczek żelatynowaty (Cinereomyces lindbladii (Berk.) Jülich) – gatunek grzybów z rodziny żagwiowatych (Polyporaceae). 

## Systematyka i nazewnictwo
Pozycja w klasyfikacji według Index Fungorum: Cinereomyces , Gelatoporiaceae, Polyporales, Incertae sedis, Agaricomycetes, Agaricomycotina, Basidiomycota, Fungi.
Po raz pierwszy takson ten zdiagnozował w 1872 r. Miles Joseph Berkeley nadając mu nazwę Polyporus lindblandii. Obecną, uznaną przez Index Fungorum nazwę nadał mu w 1982 r. Walter Jülich, przenosząc go do rodzaju Cinereomyces. 
Synonimy:

- Antrodia lindbladii (Berk.) Ryvarden 1985
- Coriolus cinerascens (Bondartsev & Singer) Komarova 1964
- Coriolus lindbladii (Berk.) Pat. 1900
- Diplomitoporus lindbladii (Berk.) Gilb. & Ryvarden 1985
- Fabisporus lindbladii (Berk.) Zmitr. 2001
- Polyporus cinerascens Bres. 1872
- Polyporus lindbladii Berk. 1872
- Polystictus lindbladii (Berk.) Cooke 1886
- Poria cinerascens Sacc. & P. Syd. 1902
- Poria lindbladii (Berk.) Cooke 1886
- Poria subavellanea Murril 1920
- Tyromyces cinerascens Bondartsev & Singer 1941

Nazwę polską zaproponował Władysław Wojewoda w 2003 r. Wcześniej przez  Stanisława Domańskiego gatunek ten opisywany był jako białak szarzejący. Po przeniesieniu go do rodzaju Cinereomyces obydwie nazwy polskie są niespójne z nazwą naukową.

## Morfologia
Owocnik
Rozpostarty, za młodu kolisty lub elipsoidalny, do podłoża przyrośnięty słabo. Zdarza się, że na zeszłorocznych owocnikach wyrastają młode owocniki, częściowo je przykrywając. Sąsiednie owocniki często zlewają się z sobą tworząc nieregularne, zatokowato wycięte klastry o długości do 30 cm, szerokości do 20 cm i grubości 1–5 mm. Młode owocniki są białe,  miękkie i posiadają dość silny zapach. Z wiekiem stają się łykowate i coraz ciemniejsze; kremowe, brudnożółtawe, jasnoszare, w końcu ciemnoszare. Posiadają płonny, błoniasty, ostro odgraniczony brzeg o szerokości 0,5–1 mm. U dojrzałych owocników zazwyczaj jest on pokryty rurkami i miejscami odstaje od podłoża. Miąższ watowato-błonkowaty, biały. Hymenofor rurkowaty. Rurki o długości 1–4 mm, proste lub ukośne,  całe lub piłkowane i pokryte kłaczkowatym nalotem. Zazwyczaj tworzą jedną tylko warstwę, czasami zdarzają się jednak dwie warstwy oddzielone miąższem. Pory rurek drobne, na 1 mm mieszczą się 3–4. Mają średnicę  0,15–0,4 (rzadko 0,6) mm, kształt obły, okrągły, nieco podłużny, kanciasty lub nieznacznie zatokowaty.
Cechy mikroskopowe
System strzępkowy trimityczny. Strzępki generatywne hialinowe, ze sprzążkami, cienkościenne, o średnicy 3–5,5 μm. Strzępki szkieletowe proste lub pogięte, średnio grubościenne, bez przegród, rzadko rozgałęzione, o średnicy 3–8 μm, słabo amyloidalne. Strzępki łącznikowe występują tylko w kontekście. Są silnie rozgałęzione, rzadkie. Strzępki pod wpływem KOH galaretowacieją. Cystyd brak, ale wśród podstawek występują wrzecionowato rozszerzone cystydiole. Podstawki maczugowate, 4-sterygmowe o wymiarach  15–20 × 4–6 μm, ze sprzążką u podstawy. Zarodniki cylindryczne, kiełbaskowate, hialinowe, cienkościenne, nieamyloidalne, o wymiarach 5–7 ×  1,5–2 μm. 

## Występowanie i siedlisko
Notowany jest głównie w Europie. Jest tutaj szeroko rozprzestrzeniony od Hiszpanii po północne rejony Półwyspu Skandynawskiego. Poza tym odnotowano jego występowanie jszcze w stanie Ontario w Kanadzie. W polskim piśmiennictwie mykologicznym podano dość wiele jego stanowisk, ale jest dość rzadki. W Polsce gatunek rzadki, częściej spotykany w górach i w rezerwatach przyrody. Znajduje się na Czerwonej liście roślin i grzybów Polski. Ma status R – gatunek potencjalnie zagrożony z powodu ograniczonego zasięgu geograficznego i małych obszarów siedliskowych. Znajduje się na listach gatunków zagrożonych także w Finlandii, w Niemczech również jest rzadki.
Saprotrof rozwijający się na martwym drewnie głównie drzew iglastych. W Polsce notowany na świerku pospolitym i sośnie pospolitej, w innych krajach także na jodle, modrzewiu i drzewach liściastych; olsza, brzoza, leszczyna, topola, śliwa, dąb, jarząb i lipa. Rośnie na leżących na ziemi pniach drzew, powodując białą zgniliznę drewna.

## Gatunki podobne
Jest wiele podobnych gatunków. Dla wrośniaczka żelatynowatego charakterystyczne są: brunatnożółty lub szary hymenofor u starszych osobników, dość ostry zapach, a mikroskopowo grubościenne strzępki rozpuszczające się w KOH.